# Campeonato Sudamericano de Natación de 2012
El Campeonato Sudamericano de Natación 2012 o Campeonato Sudamericano de Primera Fuerza de Deportes Acuáticos se celebró en Belém, Brasil, entre el 14 y 24 de marzo de 2012. Fue un evento organizado por la Confederación Sudamericana de Natación (CONSANAT), y en él se realizaron las competeciones de natación, natación en aguas abiertas, clavados, nado sincronizado y waterpolo.
La competición fue avalada por la FINA como evento clasificatorio para los Juegos Olímpicos de Londres 2012.

## Resultados en natación

### Masculino
| Evento                      | Oro                                      | Plata                                      | Bronce                                     |
| --------------------------- | ---------------------------------------- | ------------------------------------------ | ------------------------------------------ |
| 50 m libre Detalle          | César Cielo · Brasil · 21.85             | Bruno Fratus · Brasil · 22.13              | Federico Grabich Argentina 22.50           |
| 100 m libre Detalle         | César Cielo · Brasil · 48.70             | Bruno Fratus · Brasil · 49.69              | Federico Grabich Argentina 49.77           |
| 200 m libre Detalle         | Benjamin Hockin Paraguay 1:48.57.        | Cristian Quintero · Venezuela · 1:48.65.   | Daniele Tirabassi · Venezuela · 1:51.56.   |
| 400 m libre Detalle         | Martin Naidich Argentina 3:52.17         | Lucas Kanieski · Brasil · 3:54.34          | Cristian Quintero · Venezuela · 3:54.80    |
| 800 m libre Detalle         | Juan Martin Pereyra Argentina 8:03.23.   | Lucas Kanieski · Brasil · 8:04.63.         | Luiz Rogerio Arapiraca · Brasil · 8:17.40. |
| 1500 m libre Detalle        | Lucas Kanieski · Brasil · 15:28.23       | Juan Martin Pereyra Argentina 15:34.63     | Esteban Paz Argentina 15:43.60.            |
| 50 m espalda Detalle        | Daniel Orzechowski · Brasil · 25.56      | Federico Grabich Argentina 25.62           | Omar Pinzón · Colombia · 26.19             |
| 100 m espalda Detalle       | Thiago Pereira · Brasil · 55.29          | Omar Pinzón · Colombia · 55.60             | Federico Grabich Argentina 56.06           |
| 200 m espalda Detalle       | Omar Pinzón · Colombia · 1:59.67.        | Thiago Pereira · Brasil · 2:00.35.         | Leonardo De Deus · Brasil · 2:00.93.       |
| 50 m pecho Detalle          | Felipe Silva · Brasil · 27.39            | Joao Luiz Gomes Junior · Brasil · 28.03    | Jorge Murillo Valdés · Colombia · 28.16    |
| 100 m pecho Detalle         | Felipe Franca · Brasil · 1:01.76.        | Joao Luiz Gomes Junior · Brasil · 1:02.11. | Jorge Murillo Valdés · Colombia · 1:02.84. |
| 200 m pecho Detalle         | Jorge Mario Murillo · Colombia · 2:14.88 | Henrique Barbosa · Brasil · 2:15.33        | Facundo Miguelena Argentina 2:17.98        |
| 50 m mariposa Detalle       | Cesar Cielo · Brasil · 23.26.            | Henrique Silva · Brasil · 23.64.           | Albert Subirats · Venezuela · 23.78.       |
| 100 m mariposa Detalle      | Henrique Silva · Brasil · 52.80.         | Albert Subirats · Venezuela · 52.96.       | Benjamin Hockin Paraguay 53.21             |
| 200 m mariposa Detalle      | Kaio De Almeida · Brasil · 1:58.15.      | Leonardo De Deus · Brasil · 1:58.38.       | Mauricio Fiol · Perú · 2:00.85.            |
| 200 m combinado Detalle     | Thiago Pereira · Brasil · 1:58.49.       | Henrique Rodrigues · Brasil · 2:02.35.     | Omar Pinzón · Colombia · 2:02.77.          |
| 400 m combinado Detalle     | Thiago Pereira · Brasil · 4:24.49.       | Esteban Enderica · Ecuador · 4:24.97.      | Esteban Paz Argentina 4:31.09.             |
| 4 × 100 m libre Detalle     | Brasil · 3:20.07                         | Venezuela · 3:21.00                        | Argentina 3:25.25                          |
| 4X200 m libre Detalle       | Venezuela · 7:27.35.                     | Brasil · 7:30.13                           | Argentina 7:32.54.                         |
| 4 × 100 m combinado Detalle | Brasil · 3:40.34                         | Paraguay 3:44.99.                          | Colombia · 3:45.15.                        |

### Femenino
| Evento                      | Oro                                     | Plata                                        | Bronce                                           |
| --------------------------- | --------------------------------------- | -------------------------------------------- | ------------------------------------------------ |
| 50 m libre Detalle          | Arlene Semeco · Venezuela · 25.21.      | Graciele Hermann · Brasil · 25.31.           | Daynara De Paula · Brasil · 25.64.               |
| 100 m libre Detalle         | Tatiana Lemos · Brasil · 56.74.         | Arlene Semeco · Venezuela · 56.77.           | Daynara Paula · Brasil · 57.25.                  |
| 200 m libre Detalle         | Manuella Lyrio · Brasil · 2:00.85.      | Andreína Pinto · Venezuela · 2:00.83.        | Larissa Martins Oliveira · Brasil · 2:01.83.     |
| 400 m libre Detalle         | Andreína Pinto · Venezuela · 4:10.24.   | Manuella Lyrio · Brasil · 4.12.14.           | Cecilia Biagioli Argentina 4:12.69.              |
| 800 m libre Detalle         | Andreína Pinto · Venezuela · 8:33.80.   | Cecilia Biagioli Argentina 8:35.23.          | Yanel Pinto · Venezuela · 8:49.02.               |
| 1500 m libre Detalle        | Cecilia Biagioli Argentina 16:40.24.    | Carolina Bilich · Brasil · 17:02.20.         | Samantha Arévalo · Ecuador · 17:15.65.           |
| 50 m espalda Detalle        | Etiene Medeiros · Brasil · 28.79.       | Carolina Colorado · Colombia · 29.81.        | Jeserik Pinto · Venezuela · 29.84.               |
| 100 m espalda Detalle       | Carolina Colorado · Colombia · 1:02.57. | Natalia Mendes · Brasil · 1:03.19.           | Etiene Pires Medeiros · Brasil · 1:03.75.        |
| 200 m espalda Detalle       | Carolina Colorado · Colombia · 2:16.99. | Fernanda Nuñes Alvarenga · Brasil · 2:19.34. | Elimar Del Carmen Barrios · Venezuela · 2:20.64. |
| 50 m pecho Detalle          | Ana Carla Carvalho · Brasil · 31.89.    | Mercedes Toledo · Venezuela · 32.72.         | Julia Sebastián Argentina 32.77.                 |
| 100 m pecho Detalle         | Ana Carla Carvalho · Brasil · 1:10.93.  | Julia Sebastián Argentina 1:11.19.           | Mercedes Toledo · Venezuela · 1:11.82.           |
| 200 m pecho Detalle         | Julia Sebastián Argentina 2:31.59.      | Mijal Asis Argentina 2:34.99.                | Mercedes Toledo · Venezuela · 2:38.43.           |
| 50 m mariposa Detalle       | Carolina Colorado · Colombia · 26.88.   | Daynara Paula · Brasil · 26.88.              | Jeserik Pinto · Venezuela · 27.08.               |
| 100 m mariposa Detalle      | Daynara Paula · Brasil · 59.30.         | Gabriella Silva · Brasil · 1:01.30.          | Carolina Colorado · Colombia · 1:01.41.          |
| 200 m mariposa Detalle      | Joanna Maranhao · Brasil · 2:11.03.     | Virginia Bardach Argentina 2:15.68.          | Jessica Camposano Ríos · Colombia · 2:16.65.     |
| 200 m combinado Detalle     | Joanna Maranhao · Brasil · 2:16.76.     | Georgina Bardach Argentina 2:18.41.          | Virginia Bardach Argentina 2:21.07.              |
| 400 m combinado Detalle     | Joanna Maranhao · Brasil · 4:41.39.     | Georgina Bardach Argentina 4:51.89.          | Julia Arino Argentina 4:58.64                    |
| 4 × 100 m libre Detalle     | Brasil · 3:45.03.                       | Venezuela · 3:49.79.                         | Colombia · 3:50.32.                              |
| 4X200 m libre Detalle       | Brasil · 8:11.60.                       | Venezuela · 8:16.41.                         | Colombia · 8:29.10.                              |
| 4 × 100 m combinado Detalle | Brasil · 4:10.50                        | Venezuela · 4:15.54.                         | Argentina 4:15.72.                               |

## Resultados de natación en aguas abiertas

### Masculino
| Evento        | Oro                                                   | Plata                                  | Bronce                                 |
| ------------- | ----------------------------------------------------- | -------------------------------------- | -------------------------------------- |
| 5 km Detalle  | Iván Alejandro Enderica Ochoa · Ecuador · 39.33.65.   | Samuel De Bona · Brasil · 40:18.10.    | Erwin Maldonado · Venezuela · 40:20.73 |
| 10 km Detalle | Iván Alejandro Enderica Ochoa · Ecuador · 1:53:22.40. | Victor Colonese · Brasil · 1:54:26.31. | Allan Do Carmo · Brasil · 1:54:46.45.  |

### Femenino
| Evento        | Oro                                    | Plata                                | Bronce                            |
| ------------- | -------------------------------------- | ------------------------------------ | --------------------------------- |
| 5 km Detalle  | Ana Marcela Cunha · Brasil 44:02.56.   | Florencia Mazzei Argentina 47:13.73. | Nataly Caldas · Ecuador 47:14.06. |
| 10 km Detalle | Ana Marcela Cunha · Brasil 1:47:24.62. | Yanel Pinto · Venezuela 1:48:33.94.  | Nataly Caldas · Ecuador 1:48.35.  |

## Resultados en clavados

### Hombres
| Evento                     | Oro                                  | Plata                               | Bronce                                |
| -------------------------- | ------------------------------------ | ----------------------------------- | ------------------------------------- |
| Trampolín 1 m              | Christian Arayon · Colombia · 357,60 | César Castro · Brasil · 339,75      | Edickson Contreras · Venezuela 317,25 |
| Trampolín 3 m              | César Castro · Brasil · 426,75       | Sebastián Villa · Colombia · 419,00 | Christian Arayon · Colombia · 407,50  |
| Plataforma                 | Hugo Parisi · Brasil · 414,55        | Víctor Ortega · Colombia · 396,70   | Sebastián Villa · Colombia · 395,20   |
| Trampolín 3 m sincronizado | Brasil · 360,93                      | Venezuela · 350,22                  |                                       |
| Plataforma sincronizado    | Colombia · 376,29                    | Venezuela · 325,74                  | Brasil · 285,12                       |

### Mujeres
| Evento                     | Oro                                  | Plata                                 | Bronce                            |
| -------------------------- | ------------------------------------ | ------------------------------------- | --------------------------------- |
| Trampolín 1 m              | Juliana Veloso · Brasil · 257,90     | Jocelyn Castillo · Venezuela · 241,35 | Diana Pineda · Colombia · 240,75  |
| Trampolín 3 m              | Juliana Veloso · Brasil · 286,45     | Jocelyn Castillo · Venezuela · 260,10 | Diana Pineda · Colombia · 254,10  |
| Plataforma                 | Carolina Murillo · Colombia · 315,55 | María Betancourt · Venezuela · 283,05 | Andressa Mendes · Brasil · 279,90 |
| Trampolín 3 m sincronizado | Brasil · 253,14                      | Venezuela · 246,78                    | Chile · 243,93                    |
| Plataforma sincronizado    | Venezuela · 236,13                   | Colombia · 229,62                     | Brasil · 222,84                   |

## Resultados de nado sincronizado
| Evento | Oro                                                                        | Plata                                                                 | Bronce                                                                              |
| ------ | -------------------------------------------------------------------------- | --------------------------------------------------------------------- | ----------------------------------------------------------------------------------- |
| Solo   | Giovana Stephan · Brasil · 169.650 (T=84.750 / L=84.900)                   | Etel Sánchez Argentina 159.663 (T=80.250 / L=79.413)                  | Jennifer Cerquera · Colombia · 157.925 (T=77.750 / L=80.175)                        |
| Dúo    | Lara Teixeira · Nayara Figueira · Brasil · 175.1250(T=87.6250 / L=87.5000) | Etel Sánchez Sofía Sánchez Argentina 162.5250 (T=80.8750 / L=81.6500) | Jennifer Cerquera · Estefanía Álvarez · Colombia · 159.8750 (T=78.6250 / L=81.2500) |

T: Resultado rutina técnica; L: Resultado rutina libre.
| Evento                 | Oro                                     | Plata                                    | Bronce                                     |
| ---------------------- | --------------------------------------- | ---------------------------------------- | ------------------------------------------ |
| Rutina libre combinada | Brasil · 86.613 (MT=43.613 / IA=43.000) | Colombia · 76.825 (MT=39.550 /IA=39.275) | Venezuela · 74.438 (MT=38.050 / IA=36.388) |

MT: Mérito técnico; IA: Impresión artística.
| Evento              | Oro                                       | Plata                                     | Bronce                                      |
| ------------------- | ----------------------------------------- | ----------------------------------------- | ------------------------------------------- |
| Rutina equipo libre | Brasil · 172.8000 (T=85.7500 / L=87.0500) | Argentina 161.2000 (T=80.1250 /L=81.0750) | Colombia · 158.3000 (T=77.0000 / L=81.3000) |

T: Resultado rutina técnica; L: Resultado rutina libre.

## Resultados de Polo acuático
| Evento            | Oro       | Plata     | Bronce    |
| ----------------- | --------- | --------- | --------- |
| Masculino Detalle | Argentina | Brasil    | Venezuela |
| Femenino Detalle  | Brasil    | Argentina | Venezuela |

## Medallero total
| Núm. | País      | Oro | Plata | Bronce | Total |
| ---- | --------- | --- | ----- | ------ | ----- |
| 1    | Brasil    | 39  | 23    | 10     | 72    |
| 2    | Colombia  | 8   | 6     | 16     | 30    |
| 3    | Venezuela | 5   | 16    | 14     | 35    |
| 4    | Argentina | 5   | 14    | 13     | 32    |
| 5    | Ecuador   | 2   | 1     | 3      | 6     |
| 6    | Paraguay  | 1   | 1     | 1      | 3     |
| 7    | Chile     | 0   | 0     | 1      | 1     |
| 8    | Perú      | 0   | 0     | 1      | 1     |